# 岭根乡
岭根乡是中华人民共和国浙江省丽水市青田县一个已撤销的乡，2013年5月31日，浙江省人民政府批复同意撤销岭根乡，将其所辖行政区域划归北山镇。